# فرانك جيلمور
فرانك جيلمور (بالإنجليزية: Frank Gilmore)‏ هو لاعب كرة قاعدة أمريكي، ولد في 27 أبريل 1864 في Webster, Massachusetts ‏ في الولايات المتحدة، وتوفي في 21 يوليو 1929 في هارتفورد في الولايات المتحدة.

## وصلات خارجية
- فرانك جيلمور على موقعبيزبول رفرنس.كوم (الدوري الرئيسي) (الإنجليزية)
- فرانك جيلمور على موقعبيزبول رفرنس.كوم (الدوري الثانوي) (الإنجليزية)